# Мега (телеканал)
«Мега» — український пізнавальний телеканал холдингу «Inter Media Group».
Канал транслює пізнавальні документальні цикли, власні проєкти, художні фільми й історичні телесеріали, серед яких, проєкти «BBC», «National Geographic Channel», «History», «Discovery Channel», «Animal Planet», «Cineflix» та інших всесвітньо популярних наукових телеканалів.

## Історія
29 березня 2010 року спортивний телеканал «Мегаспорт» провів ребрендинг у розважальний телеканал «Мега».
Телеканал показував розважальні, загальні й ігрові шоу. Уночі телеканал показував еротичні програми зарубіжного виробництва та виробництва «MTV Росія».
У серпні 2010 року гендиректором став Костянтин Стрюков. За його пропозицією «Мега» змінив формат (науково-пізнавальний) та слоган («Завжди цікавий телеканал»).
З того часу і дотепер більшість часу йдуть документальні проєкти, власні програми, художні фільми, телесеріали. З 2012 до 2014 року «Мега» транслював «Формулу-1».
За підсумками 2010 року частка телеканалу склала 0,63 % (18-54, міста 50 тис.+), 2011 року — 1,02 %, 2012 року — 1,36 %.
2013 року гендиректором став Олексій Мустафін.
За результатами 2013 року частка каналу «Мега» склала 1,62 %, у 2014 — 1,63 %, у 2015 — 1,65 %.
2016 року Мустафін пішов з каналу. Керівницею «Мега» стала Вероніка Тур. Того ж року частка каналу впала до 1,32 %, але 2017 року «Мега» наростив показники до 1,37 %.
На початку жовтня 2018 року цифровий провайдер «Зеонбуд» ініціював банкрутство телеканалу «Мега».
За результатами 2018 року частка каналу склала 1,29 %[джерело?].
2019 року частка каналу склала 1,53 % (дані панелі Nielsen, 18-54, міста 50 тис.+, 12 місце), 2020 року — 0,90 % з рейтингом 0,12 % (дані Індустріального Телевізійного Комітету, аудиторія 18-54 міста 50 тис.+, 15-е місце серед українських каналів).
31 березня 2021 року почав мовлення у стандарті високої чіткості (HD).
З квітня 2021 року телеканалом керує Анна Січук.
З вересня 2021 року телеканал оновив програмну сітку та графічне оформлення. В етері транслюється більше пізнавальних, історичних програм та проєктів.
2021 року частка каналу склала 1,03 % (дані панелі Nielsen, авдиторія 18-54, міста 50 тис.+, 13-е місце).
Через російське вторгнення в Україну з 24 лютого по 17 квітня 2022 року телеканал цілодобово транслював інформаційний марафон «Єдині новини». В етері була відсутня реклама.
З 18 квітня 2022 року телеканал відновив самостійне мовлення, змінивши програмну сітку. З етеру прибрано російські програми, виготовлені «РЕН ТВ».
29 травня 2025 року Національна рада України з питань телебачення і радіомовлення призначила позапланову безвиїзну перевірку через трансляцію програми «Речдок» 7 травня російською мовою без озвучення та дубляжу українською мовою.

## Логотипи
Телеканал змінив 1 логотип. Нинішній — 2-ий за ліком. Знаходиться правому верхньому куті.
| Логотип | Опис |
| ------- | --- |
|         | З 29 березня 2010 до 30 вересня 2012 року логотипом була велика темно-червона «М» з загостреними кінцями. Знаходився у правому верхньому куті екрана. |
|         | З 1 жовтня 2012 року логотипом є велика червона «М» з закругленими кінцями, під нею надпис «Мега» білого кольору. 3 4 вересня 2021 року надпис «Мега» став тоншим. Знаходиться там же. Для HD-версій телеканалу праворуч логотипу розміщено червоний напис «HD». Після початку повномасштабного російського вторгнення в Україну з 24 лютого по 17 квітня 2022 року під логотипом був прапор України у серці з підписом «#UAразом». |

## Наповнення етеру

### Іноземні програми
- Шукачі неприємностей
- Скарби зі звалища
- Таємне життя тварин
- Карл Великий
- Будівничі Америки
- Він і вона. Бій за життя
- Скарби зі сховищ[19]
- Жінки, які змінили світ
- Неочікувані злочинці
- Аферисти проти туристів
- Відчайдухи
- Безжальний Всесвіт
- Путівка до пекла
- Паразити. Навала
- Неймовірний космос
- За лаштунками[20]
- Мегаспоруди
- Наци № 1
- Народжені мусонами
- Неочікувана історія
- Мега-їжа
- Вижити у Венесуелі
- Аляска: школа виживання
- Медічі: таємниці династії
- Неймовірний риф[21]
- Танки. Великі битви
- 1492: як світ став іншим
- Смертельний двобій[22]
- Гола наука
- Шукачі скарбів
- Приховані королівства
- Назад у Середньовіччя
- Смерть королеви-коханки
- Англія проти Франції
- Ігри розуму
- Top Gear
- Планета Земля
- Океани[en]
- Загадки Всесвіту
- Сучасні дива[en]
- Таємниці царства рослин[en]
- Людство: наша історія[en]
- Мисливці за зміями
- Скарби зі звалищ
- Тотальне знищення (англ. Total Wipeout)
- Володар гори (рос. Властелин горы)
- Великі перегони (рос. Большие гонки)
- Руйнівники міфів
- Япона-мати
- У дикій природі
- Хижа лють
- А ти знав?
- По той бік великого екрана

### Програми
- Гордість України[23]
- Ігри патріотів
- Містична Україна
- Смартшоу[24]
- Україна: забута історія[25]
- Ти можеш краще
- Війна всередині нас[26]
- Скарб.ua[27]
- Наука.ua[28]
- Підробена історія[29]
- Правила виживання
- Україна вражає
- Удачний проект
- Шість соток
- Квадратний метр
- Історії війни
- Тут Люди
- Правда життя
- Народний шеф
- Страх у твоєму домі
- Речдок
- Речовий доказ
- Символи
- Випадковий свідок
- Орел і решка
- Останній день диктатора
- У пошуках істини
- Герой
- Таємниці світу
- Брама часу
- Містичні історії. Новий погляд
- Великі українці
- Там, де нас нема
- Скептик

## Мовлення

### Супутникове мовлення
| Супутник         | Стандарт | Частота | Символьна швидкість | Поляризація     | FEC | Формат зображення | Помітки | Кодування |
| ---------------- | -------- | ------- | ------------------- | --------------- | --- | ----------------- | ------- | --------- |
| Astra 4A (4.8°E) | DVB-S2   | 12437   | 30000               | вертикальна (V) | 3/4 | MPEG-4            | EPG     | FTA       |

### Етерне цифрове мовлення
| Канал | Мультплекс | Стандарт | EPG        | Формат мовлення |
| ----- | ---------- | -------- | ---------- | --------------- |
| 6     | MX-2       | DVB-T2   | Green tick | SD 576i 16:9    |